# Cuando el destino nos alcance
Cuando el destino nos alcance (título original en inglés: Soylent Green) es una película estadounidense de ciencia ficción distópica estrenada en 1973, dirigida por Richard Fleischer, protagonizada por Charlton Heston, Edward G. Robinson y Leigh Taylor-Young en los papeles principales.
Está basada en la novela ¡Hagan sitio!, ¡hagan sitio! escrita por Harry Harrison y publicada en 1966. Está considerada como una película de culto y una de las más destacables de su género. Obtuvo una nominación en los Premios Hugo (1974), y tres galardones, entre los que destacan el premio a mejor película, en los Premios Saturn (1975).

## Argumento
La industrialización del siglo XX llevó al hacinamiento, la contaminación y al calentamiento global debido al efecto invernadero, causando un desastre ecológico en todo el planeta Tierra. En el año 2022, en este futuro distópico, la ciudad de Nueva York está habitada por más de cuarenta millones de personas, físicamente separadas en una pequeña élite que mantiene el control político y económico, con acceso a ciertos lujos como verduras y carne, y una mayoría hacinada en calles y edificios donde malvive con agua en garrafas, y dos variedades de un producto comestible, Soylent rojo y Soylent amarillo, que son la única fuente de alimentación, pues la comida fresca es un privilegio reservado para los sectores dominantes. La compañía Soylent es una empresa que fabrica y provee los alimentos procesados de concentrados vegetales a más de la mitad del mundo. Es entonces cuando sale al mercado el nuevo producto alimenticio Soylent verde basado en plancton, según la publicidad de la empresa.
Robert Thorn (Charlton Heston) es un policía y detective de la ciudad de Nueva York. Vive con su amigo Sol Roth (Edward G. Robinson), un anciano exprofesor y oficialmente ayudante suyo, al que se refiere con el apodo de «Libro» y que investiga datos en numerosos libros para ayudar a resolver los casos asignados a Thorn. Roth vive rememorando el pasado, cuando el planeta era más habitable y existía suficiente alimento de calidad para todos. Sin embargo, Thorn, que ha vivido toda su vida en la época de la catástrofe ecológica, no se muestra interesado en estas historias, las cuales encuentra difíciles de creer.
Thorn se ve involucrado en la investigación del asesinato de uno de los principales accionistas de la compañía Soylent, William R. Simonson (Joseph Cotten), que ha sido encontrado muerto en su apartamento. Decide hacer una visita al lugar y encuentra el cadáver en un charco de sangre, con múltiples golpes en la cabeza. Recorre el lugar y se encuentra con cosas que nunca había visto antes, como un refrigerador con alimentos, licores, una ducha con agua caliente y jabón, y una biblioteca con libros de calidad. 
Más tarde llegan la concubina de Simonson, Shirl, una hermosa joven de 21 años llamada eufemísticamente «parte del mobiliario» que le había sido asignada como esclava, y el guardaespaldas de Simonson, Tab Fielding. Al ser interrogado, Fielding dice que Simonson le había ordenado acompañar a Shirl de compras, y que por esa razón ellos no estaban en el apartamento en el momento del asesinato, mientras que Shirl menciona que Simonson tenía la mente perturbada desde hace tiempo. Thorn los deja ir, para luego decomisar algo de comida del refrigerador, dinero y un par de libros, antes de regresar a su propio apartamento, un lugar pobre de la ciudad, para disfrutar allí de la comida junto con Roth. 
Después Thorn le encarga a Sol investigar quién es Simonson y recoger toda la información que pueda sobre él. Sol descubre que Simonson era miembro del equipo directivo de la corporación Soylent y, al leer los libros que Simonson tenía en su casa, propiedad de Soylent y por tanto confidenciales, descubre que los océanos y el plancton se están muriendo, que la crisis ecológica en la superficie terrestre impide obtener alimentos suficientes para la humanidad, y que Soylent Green es una «comida» fabricada a partir de restos de seres humanos. De hecho, Roth advierte que Simonson entró en conflicto con los demás directivos de Soylent, temiendo que el origen real de estos productos alimenticios repartidos como galletas, sea conocido por el público, y concluye que estaba hastiado de encubrir estos hechos. 
Thorn recibe órdenes de sus jefes de poner fin a la investigación sobre la muerte de Simonson y archivar el caso, tras lo cual nota que extraños le espían y siguen en la calle. 
Impactado por su descubrimiento, Roth decide morir con ayuda del gobierno para lo cual acude a «El Hogar», una institución pública donde la gente puede ir para que pongan fin a su vida en un entorno de calma y paz, con imágenes, videos, fotos y control mental. De hecho, en «El Hogar» Roth puede disfrutar, durante veinte minutos antes de morir, de música clásica y escenas bellas de la naturaleza, en las cuales se puede ver como era el mundo antes del desastre ecológico. Thorn se entera de lo que pretende Roth y acude rápidamente a «El Hogar» para disuadirle, pero llega muy tarde, cuando ya ha empezado el procedimiento para morir, aunque comparte con Sol las escenas de la naturaleza antes de que este muera. 
Mientras agoniza, Roth logra decirle a Thorn (aunque se oyen solo fracciones del mensaje), que siga investigando el asesinato de Simonson, pues necesitan pruebas de que se fabrican alimentos a partir de cadáveres de humanos, que por causa de la polución ya no había plancton comestible en el mar, y que Soylent Green no podía tener ese origen. Además, le pide a Thorn exponer el caso ante un tribunal mundial para tratar de frenar a Soylent. 
Thorn decide hacer seguimiento del cadáver de Roth, llegando así a una planta industrial severamente vigilada en las afueras de la ciudad. En esa planta, a escondidas, Thorn descubre que el destino real de los cadáveres humanos es acabar procesados como ingrediente de Soylent Green para distribuir alimentos en forma de galletas y que la empresa Soylent asesinó a Simonson por temor a que revele este macabro secreto. 
Thorn es descubierto en la planta pero logra huir, siendo perseguido por los guardias. De vuelta en la ciudad, agentes de Soylent tratan de matar a Thorn y lo cercan en una iglesia; estalla un tiroteo y Thorn logra matar a sus perseguidores, quedando malherido. Thorn aprovecha la llegada de compañeros suyos y de paramédicos para gritarles su hallazgo con el grito «Soylent Green...es gente...!!», concluyendo así la historia.

## Reparto
- Charlton Heston - Detective Robert Thorn
- Edward G. Robinson - Solomon "Sol" Roth
- Leigh Taylor-Young - Shirl
- Joseph Cotten - William R. Simonson
- Chuck Connors - Tab Fielding
- Brock Peters - Hatcher
- Paula Kelly - Martha
- Stephen Young - Gilbert
- Mike Henry - Kulozik
- Lincoln Kilpatrick - El sacerdote
- Roy Jenson - Donovan
- Leonard Stone - Charles
- Whit Bissell - Gobernador Santini
- Celia Lovsky - Jefa de intercambio
- Dick van Patten - Usher #1
- Jane Dulo - Sra. Santini

## Contexto histórico
Durante la Guerra Fría y con el auge del comunismo en los países asiáticos, unido al desplome de la mortalidad infantil gracias a la aparición y difusión mundial de las modernas vacunas, en la década de 1960 y hasta 1980 se extendió en Estados Unidos la obsesión por el peligro de un crecimiento amenazador de la población en esos países y en general la amenaza de la superpoblación, también llamada explosión demográfica. Tanto el libro Make Room! Make Room!, de Harry Harrison, como la película Soylent Green son creaciones de ficción construidas por este fenómeno, a lo cual se une la ocurrencia de un gigantesco desastre ecológico causado por la industrialización y un consumismo desbocados que acabaría con los recursos naturales de la Tierra, siendo que tal desastre motivaría una escasez generalizada de alimento a nivel mundial.

## Producción
El rodaje empezó el 5 de septiembre de 1972 y terminó a finales del mismo año. Se filmó completamente en California, en diferentes localidades como Los Ángeles. En ese rodaje hubo lugar para la improvisación en algunas escenas, sobre todo en la escena donde Thorn y Roth disfrutan una comida fresca, cosa muy rara en ese futuro, y que no estaba en el guion. El resultado convenció tanto que se incluyó en el metraje final.
Cabe también destacar que fue difícil hacer las escenas con Edward G. Robinson, ya que estaba muy enfermo, lo que, entre otras cosas, tuvo también el efecto de que se había vuelto casi sordo, lo que causaba malentendidos durante la filmación. Por ello hubo que filmar su parte varias veces para que pudiese tener la calidad requerida por el director. Aun así se comportó como un auténtico profesional en su última película antes de morir.

## Recepción
Esta película ganó fama por ser una de las primeras producciones cinematográficas que tratan del tema de la ruptura del equilibrio ecológico y que ofrece su particular visión acerca del desarrollo tecnológico y sus interconexiones con la política. De esa manera, esta película expresa las preocupaciones vigentes de la década de los 70, cuando la idea de un futuro negativo empezaba a aparecer en la mente de las personas, algo que también se reflejó en posteriores películas tan conocidas como Blade Runner (1982) o Terminator (1984).
En los portales de información cinematográfica y entre la crítica profesional obtiene valoraciones positivas. En IMDb con 64.256 votos registrados obtiene una media ponderada de 7,0 sobre 10. En FilmAffinity, además de estar incluida en su listado "Mejores películas de ciencia ficción" (137ª posición) tiene una media de 6,7 sobre 10 con 9.686 votos de sus usuarios. En Rotten Tomatoes tiene la consideración de "fresco" para el 69% de las 39 críticas profesionales, cuyo consenso resume "es melodramático y desigual en algunas partes (pero) tiene éxito con su visión oscura y plausible de un futuro distópico" y para el 70% de las más de 10.000 valoraciones de los usuarios del agregador. En Metacritic obtiene una valoración profesional de 66 sobre 100 computando 13 críticas, lo que implica "opiniones mayoritariamente favorables", y una puntuación media de 6,2 sobre 10 entre los usuarios del portal web.
Jordi Batlle en el periódico El País la califica de «agradable fábula futurista». La redacción de la revista Fotogramas le concedió 3 de 5 estrellas destacando «su planteamiento tiene ciertos puntos de contacto con Blade Runner, de la que podría ser considerada un antecedente, aunque sigan caminos divergentes. La labor de Fleischer resulta sólida, aunque se eche en falta una mayor dosis de inspiración, sobre todo para crear un sentido opresivo de la atmósfera». Sergio Benítez para Espinof destacó en su crítica de 2014 que es «poseedora pues de una belleza puntual que juega a contrarrestar la sobrecogedora brutalidad de su final —un final de un nihilismo completamente desazonador—, sobran los motivos para calificar a Cuando el destino nos alcance como un clásico imprescindible de la ciencia-ficción de todos los tiempos».
Finalmente, hay que añadir que la película es considerada hoy en día como película de culto y que ha recibido además el honor de ser la primera película en la que aparece un videojuego.

## Premios

### Premios
- Premio Saturno - Golden Scroll 1975 a la mejor película de ciencia ficción.
- Premio del festival de cine fantástico de Avoriaz 1974: Gran premio a Richard Fleischer.
- Premio Nébula 1974 a la mejor presentación dramática (Stanley R. Greenberg, guion, y Harry Harrison, novela).

### Nominaciones
- Premio Hugo 1974 a la mejor representación dramática.